# Kustflottan (Finland)
Kustflottan eller Rannikkolaivasto är en sjöstyrka inom finländska marinen som verkat sedan 2015. Förbandsledningen är förlagd i Pansions garnison i Åbo.

## Historik
Kustflottan bildades i början av 2015, då sjöstyrkorna i de då avskaffade sjöförsvarsområdena slogs samman till Kustflottan Förändringen var en del av 2015 års försvarsmakts försvarsreform.

## Verksamhet
Kustflottan fokuserar på att trygga den territoriella integriteten genom rörlig övervakning samt på eldanvändningen till havs. Detta arbete stöds genom minröjning och marint underhåll. Kustflottan opererar i hela finska havsområden från öster Från Finska viken till Österbottenviken.

## Ingående enheter
Flottan består av staben och fyra flottiljer, som har förnyats för att svara mot framtida utmaningar.
- 4. minröjningsflottiljen, bestående av minjaktfartygen av Katanpää-klass,
- 6. ytstridsflottiljen, bestående av robotbåtarna av Rauma-klass, minfartyget Uusimaa av Hämeenmaa-klass samt minfärjan av Pansio-klass.
- 7. ytstridsflottiljen, bestående av robotbåtarna av Hamina-klass, minfartyget Hämeenmaa av Hämeenmaa-klass samt minfärjorna Porkkala och Pyhäranta av Pansio-klass.
- 8. underhållsflottiljen, bestående av oljebekämpningsfartygen, transportfartygen samt militärpoliser.

## Förläggningar och övningsplatser
Kustflottan har sitt högkvarter i Pansions garnison i Åbo och dess förband är också stationerad Upinniemi garnison i Kyrkslätt.

## Förbandschefer
Förbandschefen tituleras Kommendör för Kustflottan och har tjänstegraden kommodor.

- 2015–2016: Kommodor Timo Hirvonen
- 2016–2016: Kommodor Raimo Pyysalo
- 2016–2019: Kommodor Erkki Mikkola
- 2019–2022: Flottiljamiral Jukka Anteroinen
- 2022–20xx: Kommodor Patrik Lillqvist

## Namn, beteckning och förläggningsort
| Kustflottan | 2015-01-01 | – |  |

| RLAIV | 2015-01-01 | – |  |

| Pansion garnison/Åbo (F)      | 2015-01-01 | – |  |
| Upinniemi garnison/Obbnäs (F) | 2015-01-01 | – |  |